# Cutícula (artròpodes)

A: Cutícula i epidermis; B: Detall de l'epicutícula. 1: Epicutícula; 1a: Ciement; 1b: Ceres; 1c: Epicutícula externa; 1d: Epicutícula interna. 2: Exocutícula; 3: Endocutícula; 2+3: Procutícula; 4: Epiteli; 5: Làmina basal; 6: Cèl·lula epitelial; 6a: Canal porós; 7: Cèl·lula glandular; 8: Cèl·lula tricògena; 9: Cèl·lula tormògena; 10: Terminació nerviosa; 11: Pèl sensorial; 12: Pèl; 13: Porus glandular.

En els artròpodes, la cutícula és la capa més exterior del tegument, immediatament per sobre de l'epidermis i segregada per aquesta. És una formació rígida, acel·lular (sense cèl·lules), d'estructura complexa i composta per quitina, entre altres substàncies. La seva funció és doble; d'una banda és una capa rígida protectora i impermeable; en segon lloc, és i punt d'ancoratge dels músculs d'animal, de manera que actua com a esquelet intern (endoesquelet).

## Epidermis
L'epidermis no és part de la cutícula, però és el teixit viu que la segrega. Està formada per una sola capa de cèl·lules epitelials cúbiques o cilíndriques que descansen sobre la làmina basal, una capa molt prima, amorfa i acel·lular de teixit conjuntiu que les separa de la cavitat general del cos (hemocel). Existeixen diversos tipus de cèl·lules epidèrmiques:
- Cèl·lules epitelials. Constitueixen la majoria de les cèl·lules de l'epidermis i són les responsables de la secreció dels components moleculars de la cutícula a través de nombroses microvellositats, anomenades canals porosos; així mateix, a través de l'extrem superior dels canals porosos se secreten les capa de ceres i el ciment de l'epicutícula. Aquestes cèl·lules produeixen també el líquid exuvial que dissol la part interna de la cutícula vella durant l'ècdisi (muda).
- Cèl·lules tricògenes. Són les responsables de la producció de pèls sensorials i altres estructures sensitives, conegudes en el seu conjunt com|com a sensílies.
- Cèl·lules tormògenes. Emboliquen les anteriors i secreten el component cuticular de la sensília.
- Cèl·lules glandulars. Responsables de secrecions diverses; s'obren a l'exterior a través d'un porus.
- Enòcits. Presents només en insectes,[1] són cèl·lules errants relacionades amb la secreció dels lípids cuticulars i, fins i tot, de l'ecdisona (l'hormona de la muda).

## Cutícula

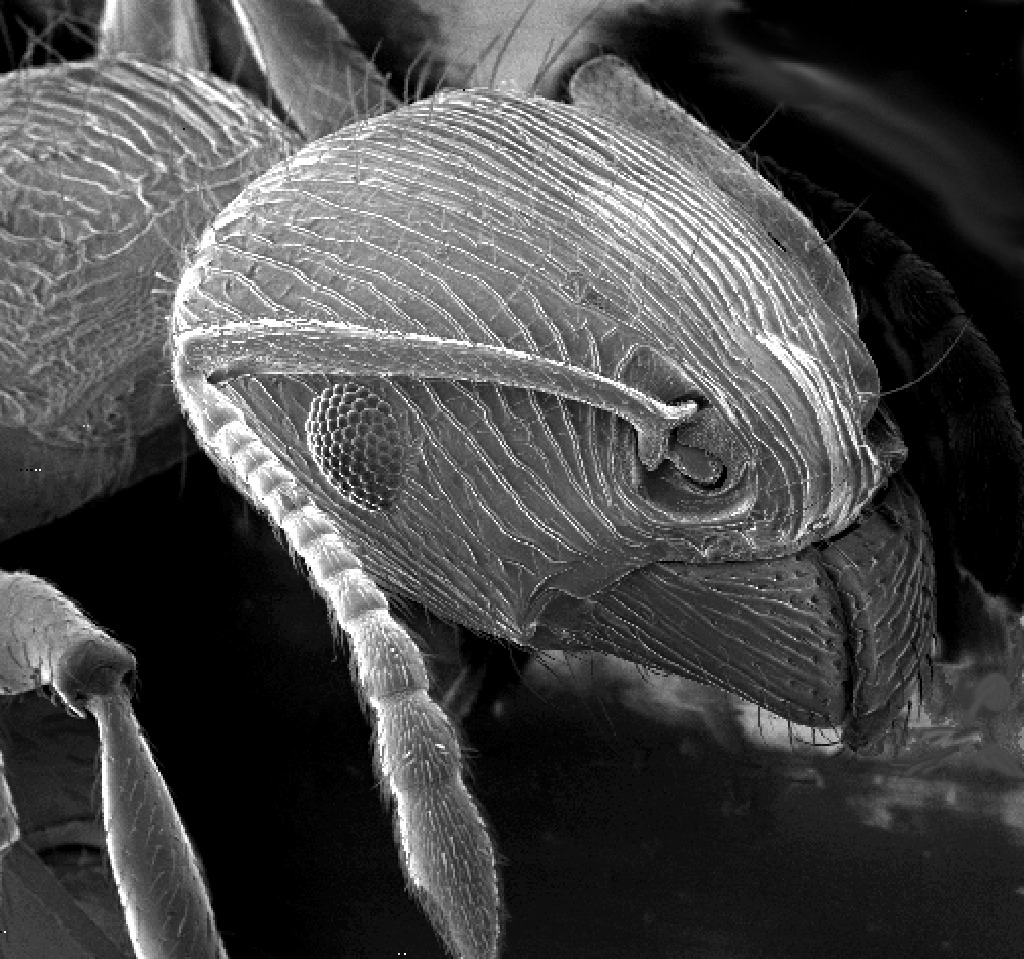
Estries sobre la cutícula d'una formiga

La cutícula és una estructura rígida, acel·lular i complexa; forma el revestiment més extern del cos i dels apèndixs així com les altres estructures d'origen ectodèrmic, com l'estomodeu, el proctodeu, el sistema traqueal, etc.; a més, la cutícula s'invagina per formar els apodemes (endoesquelet) on s'insereixen els músculs. La cutícula sol portar ornamentacions externes, com ara solcs, arrugues, pèls o escates.
La grossor de la cutícula varia en els diferents grups d'artròpodes, així com a les diferents regions del cos: pot ser summament prima, de menys d'1 μm com en algunes larves de mosquit o pot constituir una veritable cuirassa de més de 3 mm de gruix, com en el cas de Limulus. A més, en els crustacis i diplòpodes està calcificada, la qual cosa augmenta la seva rigidesa.
La cutícula acabada de formar és flexible i elàstica, però experimenta el procés d'esclerificació mitjançant el qual es formen plaques endurides denominades esclerites entre les quals hi ha zones no esclerificades, denominades membranes articulars, que conserven la flexibilitat i permeten el moviment de l'animal.
La cutícula està formada per dues capes diferents, una d'externa i prima denominada epicutícula, i una altra d'interna i més gruixuda denominada procutícula.

### Epicutícula
Representa sol un 5% de la cutícula; està composta per ceres i lipoproteïnes (en especial cuticulina). No té quitina. Donat que és impermeable, la seva funció és evitar la pèrdua d'aigua per transpiració. En general consta de quatre capes: epicutícula interna, epicutícula externa, capa de ceres i capa de ciment; les dues primeres estan travessades pels canals porosos.

### Procutícula
Forma el 95% del gruix de la cutícula i és la responsable de la seva rigidesa. Està composta per quitina i diverses proteïnes (escleroproteïnes). La quitina és un polisacàrid fibril·lar, flexible, elàstic i permeable, derivat de la N-acetil-glucosamina. Les escleroproteïnes, entre les quals destaquen l'artropodina, l'esclerotina i la resilina, atorguen rigidesa a la cutícula. A més, la rigidesa pot incrementar-se per dipòsits de sals minerals, bàsicament carbonat de calci i fosfat de calci, que poden ser molt abundants en crustacis.
La procutícula té dues capes, l'exocutícula i l'endocutícula, de vegades separada per la mesocutícula.
- Exocutícula. És la capa superior de la procutícula. Sol contenir pigments, que donen color a la cutícula; està composta principalment per esclerotina i, en molta menys proporció per quitina.
- Endocutícula. És la capa més interna i més gruixuda; descansa sobre l'epidermis. Està composta per una alta proporció de quitina, acompanyada d'artropodina i mucopolisacàrids. En aquesta capa és on s'allotgen els dipòsits de sals calcàries, quan n'hi ha.

## Endoesquelet
L'esquelet intern és el conjunt d'apodemes (invaginacions del tegument) on s'insereixen els músculs. Els apodemes es disposen metamèricament i la seva forma és variable, de cresta, de branca, de placa, etc. Els apodemes molt prims es denominen tendons.
Els més destacats són:
- L'apodema tergital: situat a la part dorsal de cada segment de l'artròpode.
- L'apodema esternal: situat a la part ventral o estèrnum.
- L'apodema del bulb ejaculador: l'estudi morfològic d'aquest, juntament amb altres trets complementaris, resulta de molta utilitat en la taxonomia i l'estudi de la filogènesi dels artròpodes, quan la seva forma externa no és prou aclaridora.